# Nigger
En anglès, "nigger" és un terme pejoratiu i racista dirigit a les persones de pell negra, especialment cap als afroamericans.
Un derivat de la paraula ("nigga") és d'ús quotidià entre els afroamericans als Estats Units, en escoles, llocs de treball, en l'àmbit públic i a casa.
La paraula va originar-se al segle XVI com una adaptació del substantiu espanyol "negro", que descendeix de l'adjectiu en llatí "niger". Era un terme d'ús neutre i ha estat freqüentment utilitzat per autors dels segles XIX i XX, incloent-hi Charles Dickens, Mark Twain, Rudyard Kipling i Agatha Christie, entre molts altres.
Malgrat el seu ús habitual educat, podia ser usada vulgarment de manera despectiva i, a mitjans del segle xx, particularment als Estats Units, el seu ús es va considerar pejoratiu i racista. A causa d'això, va anar desapareixent de la cultura popular, fent que la seva inclusió dins dels clàssics de la literatura estigués subjecta a polèmica.
Com que el terme és considerat extremadament ofensiu, sovint és reemplaçat per l'eufemisme "the N-word" (la paraula amb N). No obstant això, la variant "nigga" és emprada entre afroamericans. En dialectes de l'anglès sense pronunciació ròtica, tant "nigger" com "nigga" es pronuncien de la mateixa manera.

## Etimologia i història
Les variants "niger" i "negar" deriven de la paraula en espanyol "negro", i del terme francès ara pejoratiu "nègre" (negre). Etimològicament, "negro", "noir", "nègre" i "nigger" deriven de "nigrum", net del llatí "niger" (pronunciat [ˈniɡer]), el qual, en qualsevol altre cas gramatical, gènere gramatical, i nombre gramatical a més del singular masculí nominatiu, és "nigr-", amb una erre vibrant.
Als Estats Units colonials de 1619, John Rolfe va utilitzar "negars" en descriure els esclaus africans enviats a la colònia de Virgínia. Després, les formes "neger" i "neggar" de l'anglès estatunidenc van prevaldre en una colònia més al nord, Nova York, sota control dels neerlandesos, i en comunitats moraves i neerlandeses de Pennsilvània; el Monument nacional Cementiri Africà a la ciutat de Nova York era conegut originalment pel nom neerlandès "Begraafplaats van de Neger" (Cementiri del Negre); i una menció primerenca als Estats Units de "neger" a Rhode Island, data de 1625. Una paraula alternativa per a afroamericans era la paraula en anglès "black", utilitzada per Thomas Jefferson en les seves Notes sobre l'Estat de Virgínia. Entre els anglòfons, la paraula "nigger" no sempre va ser considerada despectiva, perquè denotava només "pell negra", un ús comú de l'anglès parlat. La literatura en anglès del segle XIX presenta usos de "nigger" sense connotació racista, per exemple, la novel·la de Joseph Conrad El Negre del 'Narciso' (1897). A més, Charles Dickens i Mark Twain van crear personatges que utilitzaven la paraula de manera quotidiana com un ús contemporani. Twain, en el llibre autobiogràfic Vida al Mississipí (1883), va utilitzar el terme entre cometes, indicant un ús reportat, però va utilitzar el terme "negro" en parlar en la seva pròpia persona narrativa.
Durant el comerç de pells des de principis dels anys 1800 fins a finals dels anys 1840 a l'oest dels Estats Units, la paraula es va escriure com "niggur", i està ocasionalment registrada en la literatura de l'època. George Fredrick Ruxton a vegades incloïa la paraula com a part del lèxic de l'"home de muntanya", i no indicava que la paraula fos pejorativa en aquell moment. "Niggur" era evidentment similar a l'ús modern de "tio" o "che". Aquest passatge de la vida de Ruxton a l'oest il·lustra un ús comú de la paraula en forma parlada. El narrador aquí es refereix a ell mateix: "Travler, marm, this niggur's no travler; I ar' a trapper, marm, a mountain-man, wagh!" (Viatgera, senyora, aquest negre no és un viatger, sóc un caçador, senyora, un home de muntanya!). No es va utilitzar com un terme exclusivament per a negres entre els montanyencs durant aquest període, ja que indis, mexicans, francesos i anglos podien ser un "niggur".
Als anys 1900, "nigger" es va tornar una paraula amb ús pejoratiu. En el seu lloc, el terme "colored" (de color) es va tornar la principal alternativa per a "negro" i els seus termes derivats. Els abolicionistes a Boston, Massachusetts, col·locaven advertències sobre la gent de color de Boston i els seus voltants. Escrivint el 1904, el periodista Clifton Johnson va documentar el caràcter "oprobriós" de la paraula "nigger", i va fer èmfasi que va ser escollida al sud precisament perquè era més ofensiva que "de color". Establerta com d'ús principalment de l'anglès estatunidenc, el terme "de color" es representa en el títol organitzacional de la National Association for the Advancement of Colored People, reflectint la identitat racial dels membres en la fundació de 1909. Als Estats Units del sud, el dialecte local canvia la pronunciació de "negre" a "nigra". Lingüísticament, en el desenvolupament de l'anglès estatunidenc, en les primeres edicions de A Compendious Dictionary of the English Language (1806), el lexicògraf Noah Webster va suggerir la reforma ortogràfica "neger" en lloc de "negro".
A finals de la dècada de 1960, el progrés social aconseguit per grups estatunidencs com el Black Civil Rights Movement (Moviment pels drets civils dels negres) (1955–68), va legitimar la paraula d'identitat racial "black" com d'ús corrent en anglès americà per denotar als estatunidencs de pell negra o d'ascendència africana. A la dècada de 1990, "black" va ser desplaçat a favor del terme global compost "African American" (afroamericà). A més, com una paraula composta, "African American" se sembla al terme "afroamericà", d'ús popular a inicis dels anys 1970. Actualment, alguns estatunidencs negres continuen utilitzant la paraula "nigger", a vegades escrita com "nigga" i "niggah", sense ironia, ja sigui per neutralitzar l'impacte de la paraula o com un signe de solidaritat.